# 本扬·沃拉吉
本扬·沃拉吉（寮語： / Boungnang Vorachith，1937年8月15日—），老挝政治家，原老挝人民革命党中央委员会总书记、中央政治局委员、老挝人民民主共和国主席，在2016年至2021年期间是老挝的最高领导人。

## 生平
曾任老挝中部军区司令。1982年至1986年任沙湾拿吉省委书记、省长。1992年任万象市委书记、市长。1996年任老挝政府副总理。1999年兼任财政部长。
2001年3月27日在第四届老挝国会七次会议上被任命为老撾政府总理。2002年4月9日连任。2006年6月8日政府總理職位被波松·布帕萬取代，轉任國家副主席。
2016年1月22日，在老挝人民革命党第十次全国代表大会上，当选为中央委员会总书记，接替朱马利·赛雅贡成为老挝的最高领导人。同年4月20日，获老挝国会任命为老挝国家主席。2021年，老挝人革党召开十一大，老挝第九届国会召开会议，本扬卸任总书记、国家主席，由通伦·西苏里接替。

## 外部連結
- Biography courtesy of Burmese Government